# Monstrous
Monstrous (bra: Monstrous) é um filme estadunidense de 2022, dos gêneros terror sobrenatural e suspense, dirigido por Chris Sivertson, e estrelado por Christina Ricci. Com um roteiro de Carol Chrest, a trama retrata a história de uma mãe e seu filho, ambos assombrados por uma entidade monstruosa que quer levar o garoto embora.

## Sinopse
Nos anos 1950, Laura (Christina Ricci), uma mulher traumatizada, foge de seu ex-marido abusivo com Cody (Santino Barnard), seu filho de 7 anos. Na Califórnia, em seu novo e remoto lar, eles descobrem que têm de lidar com um monstro maior e mais aterrorizante, que tenta levar Cody embora.

## Elenco
- Christina Ricci como Laura
- Santino Barnard como Cody
- Colleen Camp como Sra. Langtree
- Lew Temple como Sr. Alonzo
- Nick Vallelonga como Legionário

## Produção
A fotografia principal começou no início de dezembro de 2020. As filmagens aconteceram em Los Angeles, Simi Valley, Sherman Oaks e Altadena, todas as locações na Califórnia. Em março de 2021, todo o elenco foi revelado no Festival Internacional de Cinema de Berlim. Em março de 2022, a Screen Media adquiriu os direitos de distribuição do filme.

## Lançamento
"Monstrous" estreou na seção FrightFest, do Festival de Cinema de Glasgow, em 12 de março de 2022. A produção foi lançada nos cinemas e sob demanda em 13 de maio de 2022.

## Recepção
Anna Smith, em sua crítica para a Deadline Hollywood, elogiou as atuações e a trilha sonora, escrevendo: "Monstrous é um daqueles filmes complicados que passam um pouco devagar, mas te convida a uma segunda exibição após a recompensa. No entanto, é um filme silenciosamente instigante que irá ressoar com aqueles que se conectam aos seus temas".
No Rotten Tomatoes, site agregador de críticas, 54% das 41 críticas do filme são positivas, com uma classificação média de 4,8/10. O consenso do site diz: "Christina Ricci é capaz de carregar muito, mas até mesmo seus talentos são testados por este filme de terror muitas vezes monstruosamente monótono". O Metacritic, que utiliza uma média ponderada, atribuiu ao filme 52/100 pontos baseados em 10 críticas, indicando críticas "mistas ou medianas".